# Port morski Tolkmicko
Port morski Tolkmicko – niewielki port morski nad Zalewem Wiślanym, położony w województwie warmińsko-mazurskim, w powiecie elbląskim, w miejscowości Tolkmicko. Stanowi bazę dla statków rybackich i przystań dla niedużych jachtów.

## Położenie
Port Tolkmicko znajduje się na południowym wybrzeżu Zalewu Wiślanego, zwanym Wybrzeżem Staropruskim, w północno-zachodniej części woj. warmińsko-mazurskiego, w północnej części miasta Tolkmicko.
Pierwotnie granice portu w Tolkmicku zostały określone w 1953 roku przez Ministra Żeglugi. Rozporządzenie z 1953 roku zostało uchylone przez nowe z 2016.

## Infrastruktura
| Nabrzeże            | Długość [m] |
| ------------------- | ----------- |
| nabrzeże Wschodnie  | 230         |
| nabrzeże Zachodnie  | 153+28      |
| nabrzeże Południowe | 69          |

Podejście do portu od głównego toru zaczyna się od pławy „TOL”. Do portu prowadzi tor podejściowy o głębokości technicznej 2,0 m, szerokości w dnie 40 m oraz długości 0,7 km do główek wejściowych. Kanał wejściowy ma szerokość 40 m, a dopuszczalne zanurzenie jednostek nie może przekraczać 1,2 m. 
Port Tolkmicko posiada dwa falochrony zewnętrzne: zachodni o długości 203,5 m oraz wschodni o długości 127 m. Na falochronie zachodnim znajduje się stawa główki wejściowej.
Port stanowi podłużny kanał portowy zakończony szerokim basenem portowym przy końcu. Długość basenu portowego (bez wejściowego) wynosi ok. 240 m, a jego szerokość od 60 do 70 m. W południowo-wschodniej części portu znajduje się slip i wyciąg dla łodzi rybackich.
Ruchem statków kieruje Bosmanat Portu Tolkmicko. Infrastrukturą portową administruje Urząd Morski w Gdyni.
Miejscowe statki rybackie pływają z sygnaturą TOL na burcie.
W Tolkmicku znajduje się stacja ratownictwa morskiego Służby SAR, na wyposażeniu której jest łódź ratownicza RIB typu Baltic Parker 900.
W latach 2011–2013 przeprowadzono gruntowny remont nabrzeży, a także wybudowano przystań żeglarską z infrastrukturą. Jachty mogą cumować do pływających pomostów przy Nabrzeżu Południowym. Przy Nabrzeżu Zachodnim znajduje się budynek z toaletami i prysznicami. Są tam też przyłącza prądu i możliwość nabrania wody. W 2013 roku w porcie rozpoczęto rozbiórkę i równoczesną budowę nowego falochronu wschodniego.